# Fromis 9
Fromis 9 (кор. 프로미스나인 або 프로미스 9; читається Фроміс найн; стилізується як fromis_9; розшифровується як «From Idol School») — південнокорейський дівочий гурт, сформований в 2017 році компанією CJ E&M через реаліті-шоу на виживання Idol School. Гурт складається з 8 учасниць: Сером, Хайон, Джівон, Джісон, Сойон, Чейон, Наґьон та Джіхон. Ґюрі покинула гурт у кінці липня 2022 року. Дебют відбувся 8 січня 2018 року з мініальбомом To. Heart на лейблі Stone Music Entertainment.
У вересні 2018 року було оголошено, що Fromis 9 будуть працювати під керівництвом Off the Record Entertainment, новим лейблом започаткованим Stone Music. У рамках цього контракту Pledis Entertainment відповідала за творче керівництво та виробництво музики гурту.
Гурт був під спільним керівництвом Off the Record та Stone Music. З 16 серпня 2021 року в рамках реорганізації лейблу Off the Record Entertainment Pledis Entertainment тепер повністю керує Fromis 9.
28 липня 2022 року Pledis Entertainment оголосили, що учасниця Чан Гю-рі покине групу 31 липня. У своєму прес-релізі Pledis заявили, що коли управління Fromis 9 було передано компанії в 2021 році, кожен учасник повністю підписав новий договір з компанією. Однак Чан вирішила передати свій оригінальний контракт із CJ ENM Off The Record, який тривав лише один рік. Після 31 липня fromis_9 продовжують роботу у складі восьми учасників

## Назва
Назва гурту Fromis_ була запропонована користувачами інтернету через офіційний веб-сайт шоу Idol School та обрана CJ E&M, з описом як «From Idol School» і «Promise» у корейській вимові, також означає «дотримати свою обіцянку [фанатам] бути найкращим жіночим гуртом». У соціальних мережах гурту було оголошено, що до назви буде додана цифра 9 (за кількістю учасниць), тому офіційною назвою стало fromis_9.

## Учасниці
| Сценічний псевдонім | Сценічний псевдонім | Сценічний псевдонім | Справжнє ім'я | Справжнє ім'я | Справжнє ім'я | Дата народження              | Позиція у гурті                                         |
| Українською         | Латиницею           | Хангилем            | Українською   | Латиницею     | Хангилем      | Дата народження              | Позиція у гурті                                         |
| ------------------- | ------------------- | ------------------- | ------------- | ------------- | ------------- | ---------------------------- | ------------------------------------------------------- |
| Сером               | Saerom              | 새롬                | Лі Сером      | Lee Saerom    | 이새롬        | 7 січня 1997(25 років)       | Лідерка, ведуча танцівниця, вокалістка, реперка, віжуал |
| Хайон               | Hayoung             | 하영                | Сон Хайон     | Song Hayoung  | 송하영        | 29 вересня 1997 (27 років)   | Со-лідерка, ведуча вокалістка, головна танцюристка      |
| Гюрі                | Gyuri               | 규리                | Чан Гюрі      | Jang Gyuri    | 장규리        | 27 грудня 1997 (27 років)    | Ведуча вокалістка, обличчя гурту                        |
| Джівон              | Jiwon               | 지원                | Пак Джівон    | Park Jiwon    | 박지원        | 20 березня 1998 (27 років)   | Головна вокалістка                                      |
| Джісон              | Jisun               | 지선                | Ро Джісон     | Roh Jisun     | 노지선        | 23 листопада 1998 (26 років) | Ведуча танцівниця, вокалістка, центр                    |
| Сойон               | Seoyeon             | 서연                | Лі Сойон      | Lee Seoyeon   | 이서연        | 22 січня 2000 (25 років)     | Головна реперка, вокалістка                             |
| Чейон               | Chaeyoung           | 채영                | Лі Чейон      | Lee Chaeyoung | 이채영        | 14 травня 2000 (24 роки)     | Головна танцюристка, ведуча реперка, вокалістка         |
| Наґьон              | Nagyung             | 나경                | Лі Наґьон     | Lee Nagyung   | 이나경        | 1 червня 2000 (24 роки)      | Ведуча танцівниця, вокалістка, реперка, віжуал          |
| Джіхон              | Jiheon              | 지헌                | Пек Джіхон    | Baek Jiheon   | 백지헌        | 17 квітня 2003 (21 рік)      | Вокалістка, макне                                       |

## Дискографія

### Мініальбоми
- To. Heart (2018)
- To. Day (2018)
- My Little Society (2020)
- Midnight Guest (2022)
- From Our Memento Box (2022)

### Сингл-альбоми
- From.9 (2018)
- Fun Factory (2019)
- 9 Way Ticket (2021)
- Talk & Talk (2021)

## Відеографія
| Рік  | Музичне відео             | Альбом            | Режисер(и)              | Прим.  |
| ---- | ------------------------- | ----------------- | ----------------------- | ------ |
| 2017 | «Glass Shoes» (유리구두)  | VISUALSFROM.      | —                       | [ 10 ] |
| 2018 | «To Heart»                | To. Heart         | Digipedi                | [ 11 ] |
| 2018 | «DKDK» (두근두근)         | To. Day           | Digipedi                | [ 12 ] |
| 2018 | «Love Bomb»               | From.9            | Digipedi                | [ 13 ] |
| 2019 | «Fun!»                    | Fun Factory       | Digipedi                | [ 14 ] |
| 2020 | «Feel Good (Secret Code)» | My Little Society | Wooje Kim (ETUI)        | [ 15 ] |
| 2021 | «We Go»                   | 9 Way Ticket      | Ziyong Kim (FantazyLab) | [ 16 ] |
| 2021 | «Talk & Talk»             | Talk & Talk       | Ziyong Kim (FantazyLab) |        |
| 2022 | «DM»                      | Midnight Guest    | Lee Inhoon (SEGAJI)     | [ 17 ] |

## Фільмографія

### Реаліті-шоу
| Рік        | Назва                  | Мережа                |
| ---------- | ---------------------- | --------------------- |
| 2017       | Idol School            | Mnet                  |
| 2017       | Fromis’ Room           | Mnet, Facebook Live   |
| 2017       | Fromis 9 TV Behind     | Naver V Live          |
| 2017       | Mind Map               | Naver V Live          |
| 2018       | THE 100 Season 2       | Naver V Live          |
| 2018－2019 | Channel_9 Season 1     | Naver V Live, YouTube |
| 2019       | Channel_9 Season 2     | Naver V Live, YouTube |
| 2020       | Channel_9 In The HOUSE | Naver V Live, YouTube |
| 2021       | Channel_9 Season 3     | Naver V Live, YouTube |

### Веб-серіали
| Рік  | Назва               | Мережа       |
| ---- | ------------------- | ------------ |
| 2018 | Welcome to Heal Inn | Naver V Live |
| 2019 | We See Winter       | Naver V Live |

## Нагороди та номінації
| Нагорода                     | Рік  | Категорія                                | Номінант / Робота | Результат    | Прим.  |
| ---------------------------- | ---- | ---------------------------------------- | ----------------- | ------------ | ------ |
| Asia Artist Awards           | 2018 | Most Popular Artists (Singer) – Top 50   | Fromis 9          | Номінація    | [ 18 ] |
| Asia Artist Awards           | 2018 | Rising Award                             | Fromis 9          | Перемога     |        |
| Asia Artist Awards           | 2019 | Most Popular Artists (Singer) – Top 50   | Fromis 9          | Номінація    |        |
| Asia Artist Awards           | 2019 | Starnews Popularity Award (Female Group) | Fromis 9          | Номінація    |        |
| Asia Artist Awards           | 2021 | Female Idol Group Popularity Award       | Fromis 9          | Номінація    | [ 19 ] |
| Asia Model Awards            | 2018 | New Star Award (Singer)                  | Fromis 9          | Перемога     | [ 20 ] |
| Brand Customer Loyalty Award | 2021 | Hot Trend Female Idol Group              | Fromis 9          | Перемога     | [ 21 ] |
| Brand of the Year Awards     | 2021 | Hot Trend Female Idol                    | Fromis 9          | Перемога     | [ 22 ] |
| Gaon Chart Music Awards      | 2019 | New Artist of the Year                   | Fromis 9          | Номінація    |        |
| Genie Music Awards           | 2018 | Artist of the Year                       | Fromis 9          | Номінація    | [ 23 ] |
| Genie Music Awards           | 2018 | Best New Female Artist                   | Fromis 9          | Номінація    | [ 23 ] |
| Genie Music Awards           | 2018 | Genie Music Popularity Award             | Fromis 9          | Номінація    | [ 23 ] |
| Golden Disc Awards           | 2019 | Rookie of the Year                       | Fromis 9          | Номінація    |        |
| Golden Disc Awards           | 2019 | Popularity Award                         | Fromis 9          | Номінація    |        |
| Korea Popular Music Awards   | 2018 | Rookie of the Year                       | Fromis 9          | Номінація    | [ 24 ] |
| Melon Music Awards           | 2018 | Best New Artist                          | Fromis 9          | Номінація    |        |
| Mnet Asian Music Awards      | 2018 | Best New Female Artist                   | Fromis 9          | Номінація    | [ 25 ] |
| Mnet Asian Music Awards      | 2021 | Worldwide Fan's Choice Top 10            | Fromis 9          | У шорт-листі | [ 26 ] |
| Seoul Music Awards           | 2019 | New Artist Award                         | Fromis 9          | Номінація    |        |
| Seoul Music Awards           | 2019 | Popularity Award                         | Fromis 9          | Номінація    |        |
| Seoul Music Awards           | 2019 | Hallyu Special Award                     | Fromis 9          | Номінація    |        |
| V Live Awards                | 2019 | Rookie Top 5                             | Fromis 9          | Перемога     | [ 27 ] |